# Dicranum goughii
Dicranum goughii är en bladmossart som beskrevs av Mitten 1859. Dicranum goughii ingår i släktet kvastmossor, och familjen Dicranaceae. Inga underarter finns listade i Catalogue of Life.